# موثان (حبيش)

تعديل مصدري - تعديل

موثان هي إحدى قرى عزلة بني شبيب بمديرية حبيش التابعة لمحافظة إب، بلغ تعداد سكانها 1393 نسمة حسب تعداد اليمن لعام 2004.